# Błażej Nowosad
Błażej Nowosad (ur. 3 lutego 1903 w Siemnicach, Wożuczyn, zm. 19 grudnia 1943 w Potoku Górnym) – Sługa Boży Kościoła katolickiego, polski duchowny katolicki, męczennik czasu II wojny światowej, zginął z rąk nacjonalistów ukraińskich i żandarmerii niemieckiej.

## Życiorys
Ks. Nowosad przyszedł na świat w Siemnicach w rodzinie Karola i Franciszki Nowosad. Ukończył gimnazjum w Lublinie. Następnie wstąpił do Wyższego Seminarium Duchownego w tym samym mieście. Święcenia kapłańskie przyjął 13 września 1925. Po święceniach pracował w Goraju i Górecku Kościelnym. Od 1929 zaczął pełnić obowiązki tymczasowego zarządcy parafii w Górecku, gdzie założył chór i orkiestrę parafialną, dla której z własnych dochodów zakupił instrumenty muzyczne. Był założycielem parafii w Aleksandrowie. W 1936 przyszły męczennik został skierowany do parafii w Potoku Górnym. Jako proboszcz przyczynił się do przechodzenia wielu okolicznych mieszkańców z Kościoła narodowego do Kościoła rzymskokatolickiego.
W czasie II wojny światowej ks. Nowosad ukrywał Polaków i Żydów, opiekował się rodakami z województwa poznańskiego. Był też kapelanem Armii Krajowej. Poszukiwały go zarówno okupacyjne władze niemieckie jak i nacjonaliści ukraińscy. Trafił nawet do więzienia za sprzeciwianie się polityce grabieży polegającej na zbieraniu kontyngentów zbożowych, prowadzonej przez hitlerowców.
Ukraińcy pod wodzą Włodzimierza Darmochwała pojmali ks. Nowosada na probostwie w Potoku Górnym, gdy odmawiał brewiarz. Kapłan był wcześniej ostrzegany przez miejscową ludność o zbliżającej się pacyfikacji. Banderowcy torturowali ks. Nowosada, a następnie zamordowali wraz z innymi 19 mieszkańcami wioski w parafialnym kościele 19 grudnia 1943. Kościół następnie został sprofanowany. Pogrzeb ks. Nowosada odbył się 21 lub 22 grudnia. Obrzędom przewodniczył proboszcz z Księżpola - ks. Antoni Anyszkiewicz. Duchowny został pochowany na cmentarzu rzymskokatolickim w Potoku Górnym.
Trwa proces beatyfikacyjny kapłana. Ks. Błażej Nowosad jest patronem Publicznego Gimnazjum w Szyszkowie oraz Szkoły Podstawowej w Wożuczynie.